# 154378 Hennessy
154378 Hennessy este un asteroid din centura principală de asteroizi.

## Descriere
154378 Hennessy este un asteroid din centura principală de asteroizi. A fost descoperit pe 14 decembrie 2002 la Apache Point Observatory în cadrul programului Sloan Digital Sky Survey. Asteroidul prezintă o orbită caracterizată de o semiaxă mare de 2,44 ua, o excentricitate de 0,18 și o înclinație de 0,9° în raport cu ecliptica.